# Dare to Be Different
 (avril 2024).
La mise en forme du texte ne suit pas les recommandations de Wikipédia : il faut le « wikifier ».
Les points d'amélioration suivants sont les cas les plus fréquents. Le détail des points à revoir est peut-être précisé sur la page de discussion.
- Les titres sont pré-formatés par le logiciel. Ils ne sont ni en capitales, ni en gras.
- Le texte ne doit pas être écrit en capitales (les noms de famille non plus), ni en gras, ni en italique, ni en « petit »…
- Le gras n'est utilisé que pour surligner le titre de l'article dans l'introduction, une seule fois.
- L'italique est rarement utilisé : mots en langue étrangère, titres d'œuvres, noms de bateaux, etc.
- Les citations ne sont pas en italique mais en corps de texte normal. Elles sont entourées par des guillemets français : « et ».
- Les listes à puces sont à éviter, des paragraphes rédigés étant largement préférés. Les tableaux sont à réserver à la présentation de données structurées (résultats, etc.).
- Les appels de note de bas de page (petits chiffres en exposant, introduits par l'outil «  Source ») sont à placer entre la fin de phrase et le point final[comme ça].
- Les liens internes (vers d'autres articles de Wikipédia) sont à choisir avec parcimonie. Créez des liens vers des articles approfondissant le sujet. Les termes génériques sans rapport avec le sujet sont à éviter, ainsi que les répétitions de liens vers un même terme.
- Les liens externes sont à placer uniquement dans une section « Liens externes », à la fin de l'article. Ces liens sont à choisir avec parcimonie suivant les règles définies. Si un lien sert de source à l'article, son insertion dans le texte est à faire par les notes de bas de page.
- La présentation des références doit suivre les conventions bibliographiques. Il est recommandé d'utiliser les modèles {{Ouvrage}}, {{Chapitre}}, {{Article}}, {{Lien web}} et/ou {{Bibliographie}}. Le mode d'édition visuel peut mettre en forme automatiquement les références.
- Insérer une infobox (cadre d'informations à droite) n'est pas obligatoire pour parachever la mise en page.

Pour une aide détaillée, merci de consulter Aide:Wikification.
Si vous pensez que ces points ont été résolus, vous pouvez retirer ce bandeau et améliorer la mise en forme d'un autre article.
 (mai 2024).
Dare to be Different est une organisation à but non lucratif fondée en 2016 par l'ancienne pilote de course Susie Wolff et le PDG de la Motor Sports Association, Rob Jones. L'organisation vise à accroître la participation des femmes dans toutes les formes de courses automobiles et à changer la vision des femmes dans les secteurs perçus comme dominés par les hommes. Dare to be Different organise des événements dans tout le Royaume-Uni et invite les écolières ayant entre huit et quatorze ans à participer à des activités liées à la course automobile.

## Histoire
Dare to be Different a été fondée par l'ancienne pilote de course Susie Wolff et le PDG de l'Association des sports automobiles Rob Jones. L'organisation a vu le jour après que Susie Wolff ait téléphoné à Rob Jones et que ce dernier ait été séduit par le projet. L'initiative a été officiellement lancée le 14 janvier 2016 lors du salon Autosport International qui s'est tenu à Birmingham. À l’époque, les femmes représentaient seulement 5 % des pilotes de course au Royaume-Uni. Lors du lancement, Susie Wolff a souligné à la presse que l'organisation devait être développée à long terme et non dissoute après une courte période de temps. En 2016, Dare to be Different a organisé cinq événements à travers le Royaume-Uni pour promouvoir leur cause.

## Activités
Dare to be Different est une organisation à but non lucratif dont le principal objectif est d'accroître la participation des femmes dans toutes les formes de courses automobiles, quels que soient leur âge et leur origine. Elle souhaite également changer le point de vue des femmes dans les secteurs perçus comme étant dominés par les hommes. L'organisation a atteint cet objectif en créant une communauté en ligne via les réseaux sociaux et son site internet officiel. Dare to be Different invite à ses évènements les écolières britanniques ayant entre huit et quatorze ans. Les élèves sont éduquées par des femmes impliquées dans le sport automobile,. Les activités auxquelles les participantes peuvent prendre part comprennent des courses de karting, l'importance de la forme physique, de la nutrition et de l'alimentation, l'ingénierie, l'étiquette médiatique ainsi qu'un défi de changement de pneu lors d'un arrêt au stand. Lors de la première année d'activité de l'organisation, l'association caritative des ambassadeurs du réseau des sciences, des technologies, de l'ingénierie et des mathématiques a aidé les membres de Dare to be Different à construire un aéroglisseur. En 2019, Dare to Be Different s'est associé à la Commission des femmes dans le sport automobile de la FIA pour lancer le programme FIA Girls on Track – Dare to be Different visant à encourager et à influencer les filles en utilisant des activités éducatives sur les carrières liées au sport automobile.
Les ambassadrices de Dare to be Different incluent Alice Powell, la première femme pilote à marquer un point dans la série GP3, l'ancienne directrice de l'équipe de Formule 1 Williams Claire Williams, la journaliste de Sky Sports News HQ Rachel Brooks, et l'ingénieure stratégique Ruth Buscombe.